# 卡洛·阿泽利奥·钱皮
卡洛·阿泽利奥·钱皮（義大利語：Carlo Azeglio Ciampi，義大利語發音：[ˈkarlo adˈdzeʎʎo ˈtʃampi] ⓘ，1920年12月9日—2016年9月16日），第10任意大利总统和第49任总理。

## 生平
生于意大利西部海滨城市里窝那，毕业于比萨大学文学系和法律系。意大利知名经济学家和金融专家。1979年任義大利央行行长，1993年至1994年担任意大利总理，領導最後一屆獲意大利天主教民主黨支持的政府。
1996年出任国库部长。1999年5月13日当选意大利共和国第10任总统，2006年卸任。2016年9月16日逝世。